# Le Temps des cerises (film, 1914)
Pour les articles homonymes, voir Le Temps des cerises (homonymie).
Pour plus de détails, voir Fiche technique et Distribution.
Le Temps des cerises est un film français réalisé par René Le Somptier et sorti en 1914.

## Fiche technique
- Autre titre : Au Temps des Cerises
- Réalisation : René Le Somptier
- Photographie : Daumain
- Production : Société des établissements L. Gaumont
- Pays de production :  France
- Format :  Noir et blanc - Muet
- Genre : Court métrage[1]
- Année de sortie : 1914

## Distribution
- René Kessler
- Marie-Louise Iribe
- Maurice Vinot
- Jeanne Marie-Laurent
- Laurent Morléas